# لاند سكابرز
لاند سكابرز (بالإنجليزية: Landscapers)‏ هو مسلسل قصير عن جريمة حقيقية حدثت في 1998،المسلسل من إخراج ويل شارب وبطولة أوليفيا كولمان وديفيد ثيوليس.المسلسل يتكون من 4 حلقات تم عرض أول حلقة في 6 ديسمبر 2021.